# Вёльке, Ханс
Ханс Отто Вёльке (нем. Hans Otto Woellke; 18 февраля 1911, Бишофсбург, Германская империя, Бискупец — 22 марта 1943, Хатынь, Логойский район, Белорусская ССР, СССР) — немецкий легкоатлет, чемпион летних Олимпийских игр 1936 года в Берлине по толканию ядра. Офицер немецкой полиции. Гибель Вёльке в бою с советскими партизанами стала причиной карательной операции, в ходе которой вместе с жителями была уничтожена белорусская деревня Хатынь.

## Биография
На чемпионате Европы по лёгкой атлетике 1934 года Ханс Вёльке занял восьмое место. Он стал первым немецким легкоатлетом на Олимпиаде 1936 года, завоевавшим золотую медаль в мужских соревнованиях. Ханс завоевал бронзовую медаль в толкании ядра на чемпионате Европы по лёгкой атлетике 1938 года. 
Вёльке служил в берлинской полиции. После победы на Олимпиаде повышен в звании с унтер-офицера до лейтенанта по личному распоряжению главы Германии Адольфа Гитлера. Во время Второй мировой войны переведён в охранную полицию (нем. Schutzpolizei), получил звание гауптмана.
Около 10:00 утра 22 марта 1943 года Ханс Вёльке, ехавший из Плещениц в Минск в сопровождении двух автоматчиков, был убит в перестрелке с партизанами бригады Василия Воронянского недалеко от деревни Хатынь, оккупированной гитлеровцами Белорусской ССР. По немецким данным, Вёльке, получивший ранение в плечо при обстреле автомобиля, сумел самостоятельно выбраться из него и попытался убежать, однако был застрелен. Его смерть стала причиной проведённой в тот же день карательной операции, в ходе которой были заживо сожжены 149 мирных жителей Хатыни, в том числе 75 детей.
Вёльке посмертно присвоено звание майора.